# Плотничные работы

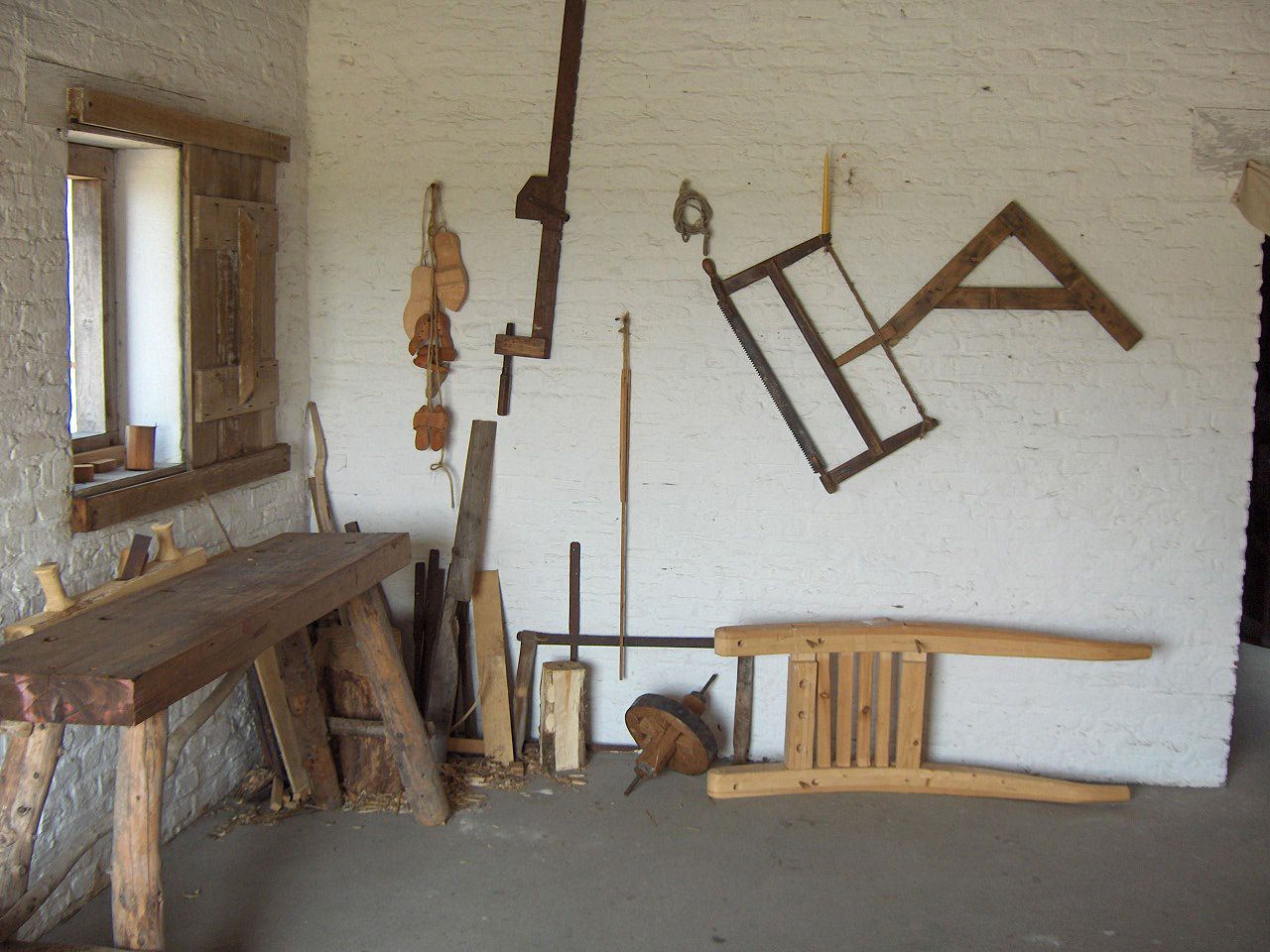
Инструменты плотника, около 1465 года

Плотничные или плотницкие работы — строительные работы по изготовлению и установке деревянных конструкций и деталей, характеризующиеся менее тщательной (по сравнению со столярными работами) обработкой древесины. Такие работы выполняет плотник.
К плотничным работам относят работы по устройству деревянных свайных фундаментов, стен, перегородок, полов, элементов каркаса и перекрытия здания, а также работы по изготовлению и сборке инженерных конструкций из дерева: мостов, плотин, шахтной крепи, опор ЛЭП, опалубок фундаментов.
Материалом для плотничных работ является древесина (преимущественно хвойных пород), а также изделия из древесины: брёвна, брус, доска, рейка, фанера, древесноволокнистые и древесно-стружечные плиты.
Обработка материалов производится как ручным инструментом (пила, рубанок, топор), так и электроинструментом или на промышленном оборудовании.